# Delia fallax
Delia fallax är en tvåvingeart som först beskrevs av Friedrich Hermann Loew 1873.  Delia fallax ingår i släktet Delia och familjen blomsterflugor. Inga underarter finns listade i Catalogue of Life.